# 假面騎士Decade
《假面騎士Decade》（原題：仮面ライダーディケイド）是日本東映公司在2009年推出的《假面騎士系列》的第10部平成系列特攝作品（忽略橫跨昭和與平成兩個年代播出的《假面騎士BLACK RX》，從2000年的《假面騎士空我》算起），於2009年（平成21年）1月25日至8月30日每週日早上08:00-08:30在朝日電視台播出，共31集。製作公司東映為本作的主角假面騎士命名為「Decade」，是取其「十年」之意，以紀念《平成假面騎士系列》踏入第10作。
香港於2011年11月26日至2012年7月14日每週六早上11:30-11:55由無綫電視翡翠台首播粵語配音版，設有提供中文字幕。
台灣於2011年12月3日至2012年6月30日每週六下午17:00-17:30由卡通頻道首播國語配音版，同時本作也是台灣曼迪傳播最後一次代理《假面騎士系列》作品。
本作亦是《假面騎士系列》首部與《超級戰隊系列》於電視本篇聯動的作品。

## 本作特色
- 本作是《平成假面騎士系列》的第十部紀念作，因此本作的故事以穿越不同時空為主軸，故KUUGA、AGITO、龍騎、555、劍、響鬼、Kabuto、電王和Kiva這九部作品的假面騎士亦會於本劇內出現，成為本劇集賣點之一。
- 本作也是《假面騎士系列》首度與《超級戰隊系列》[2]於電視本篇聯動的作品。
- 本故事的主題是「 破壞一切！連繫一切！」。
- 這是一部「關於假面騎士的假面騎士」，也就是一部後設假面騎士。
- 本作是繼《假面騎士龍騎》、《假面騎士劍》及《假面騎士電王》之後第四部使用卡片的《假面騎士系列》作品。
- 本作的主角演員井上正大是繼佐藤健之後第二位於平成時代出生的主角假面騎士演員，巧合的是，兩人的出生日期只相差一天。
- 本作是《平成假面騎士系列》繼《假面騎士龍騎》和《假面騎士KABUTO》之後第三次設定主角假面騎士在電視版只有1個強化形態。
- 本作的播放時間未滿一年，成為《平成假面騎士系列》唯一一部播放不到一年以及集數最少的電視作品，東映公司表示為了調整檔期，與《超級戰隊系列》的開播時間錯開，使得本劇僅製作31集，亦因此導致2009年成為繼1974年之後，第二個有兩部《假面騎士系列》電視作品首播的年份[3]。

## 故事概要
2009年，家裡經營照相館「光寫真館」的女孩光 夏海 被惡夢糾纏著：無數假面騎士向僅僅一人的目標—「Decade」發動總攻擊後全滅的惡夢。
門矢 士，是個失去記憶、不知道自己來自何處卻莫名有自信的青年。雖然寄住在夏海家工作，但他拍出的相片總是因不明原因和實物相差甚遠異。夏海因此過著每天幫士向客人謝罪後再追著士說教的日子。
有一天，城市裡突然出現極光。隨著極光閃現，原本的建築物崩壞消失，各種叢林、廢墟、陌生建築憑空出現，不知來自何處的大量怪物到處襲擊人類，世界猶如陷入末日。混亂中士和夏海被極光衝散，士遇到名為紅 渡的神祕青年，知道自己是被稱作「Decade」的存在。夏海則在怪物追殺中撿到夢中出現的Decade腰帶扣。
再次相會兩人依然被極光隔開，危急中士使用夏海穿透極光遞過來的腰帶扣變身成假面騎士Decade救出了夏海，但世界的崩壞仍然沒有停止。
再次出現在士面前的渡，告知士等人崩壞的原因來自不同騎士存在的9個平行世界正開始融合，而士有前往九個世界，阻止世界毀壞的使命。以尋找能讓自己拍攝、自己所屬的世界為目標，士和心懷對夢中出現的Decade不安的夏海踏上了平行世界的旅程。

## 故事背景
光寫真館
原文：
光 榮次郎經營的一間照相館。

### 登場世界及續作登場世界
本作中的九個世界並不是平成九部作品的世界，而是其平行世界。
因此人物設定會與相應原作有所不同，其中只有電王篇和侍戰隊篇維持原來的世界觀，而Kiva篇的Spider Fangire是由原演員扮演的，響鬼篇也是由原演員扮演斬鬼、威吹鬼及其弟子，還有暗影篇也有同名同姓以及同演員的紅音也，但世界觀仍是與原作不同。
另外，電王篇所有角色均由原演員演出，雖然當中的主角－成年的野上良太郎因劇情而未能出場，但明顯在故事設定上，這個世界並不是平行世界，而是原作的延續。
而《侍戰隊真劍者》的世界則是主角演員全部相同的世界，與侍戰隊真劍者作連動。
- 夏海世界

光 夏海原本生活的世界，亦是士首先到達的世界。因九個世界融合下，各世界的怪獸亦開始侵襲夏海的世界，引致大爆炸而令都市遭受破壞。
- 古迦(Kuuga)世界

人類的警察與Grongi抗爭的世界。
- 月騎(Kiva)世界

人類與Fangire大致上可和平共存的世界，和原作一样拥有Kiva、Ixa、Saga三位骑士。
- 龍騎(Ryuki)世界

以假面騎士審判制度作為刑事案件的審判的世界，和原作不同的是拥有第14位假面骑士-深渊。
- 劍(Blade)世界

有大企業BOARD封印被解除封印的Undead的世界，和原作一样拥有剑、金币、圣杯、权杖四位骑士，这个世界的剑没有侍卫和皇帝形态，需要使用K触摸屏才能变身。
- 555(Faiz)世界

有Orphnoch存在的世界，和原作系列一样拥有FAIZ、凯撒、德尔塔、天帝、地帝这五位骑士，但除了FAIZ腰带之外其它四条腰带因为没有找到适合的使用者而被封存，并且Faiz在这个世界没有加速模式以及爆裂模式，如需要切换形态需要使用K触摸屏。
- 顎門(Agito)世界

設定與Kuuga世界相近，戰鬥中出現新的威脅-Unknown。
- 電王(Den-O)世界

有Imagin軍團與鬼族兩個勢力活動的世界，为电王原作世界观。
- 甲鬥王(Kabuto)世界

ZECT與擬態為人類並潛伏在社會中的Worm戰鬥的世界。
- 響鬼(Hibiki)世界

音擊戰士以音擊對抗Makamou的世界,这个世界的响鬼无法变身为红色形态和装甲形态，切换形态时需要使用K触摸屏。
- Nega世界

夏海世界的影之世界此世界存在的全是負化者，人類會被末殺。
- Diend世界

海東大樹原本生活的世界，在Roaches的控制下人類必須親切待人否則會被洗腦。
此世界出現的其他假面騎士和敵人皆來自原作《劇場版 假面騎士劍 MISSING ACE》。
- 侍戰隊的世界

沒有假面騎士存在，為《侍戰隊真劍者》的世界。
- RX世界

南光太郎與波式斯帝國戰鬥的世界。
- Black世界

另一個南光太郎與黑暗結社戈爾哥姆戰鬥的世界。
- Amazon世界

被哥頓組織和大修卡進行支配的世界。
- Rider War世界

九個世界開始融合形成的新世界。
- Decade世界

士原本所居住的世界，亦為《劇場版 假面騎士Decade 全騎士 VS 大修卡》故事中的主要世界。
- W世界

《假面騎士W》與Dopant戰鬥的世界，亦為聯動劇場版《假面騎士×假面騎士 W & Decade MOVIE大戰2010》故事中的主要世界。
- 超級英雄大戰世界

集結著由士帶領著歷代騎士反派所組成的「大修卡」的領導者以及《海賊戰隊豪快者》瑪貝拉斯／豪快紅被歷代戰隊惡役組成的「大殘虐」推舉成大帝王，兩方互相爭鬥的世界，亦為《假面騎士x超級戰隊 超級英雄大戰》故事中的主要世界。
- 魔寶石世界

受到阿瑪達姆使用騎士戒指的召喚而到達魔寶石之中並出現在操真晴人面前的世界。
- 鎧武世界

《假面騎士鎧武》與假面骑士Fifteen戰鬥的世界，亦為《平成騎士對昭和騎士 假面騎士大戰feat.超級戰隊》故事中的主要世界。
- ZI-O世界

異類騎士慢慢取代原騎士及時空扭曲的世界。
- GOTCHARD世界

《假面騎士GOTCHARD》等人及假面騎士LEGEND與藉由時空之門從2044年的另一個未來來到現代與DREAD騎兵戰鬥的世界，亦為劇場版《假面騎士GOTCHARD The Future Daybreak》故事中的主要世界。

## 用語
極光幕
原文：
門矢士所擁有可在眼前產生一道銀色的時空之壁，能自由自在地穿梭任何平行世界的能力；海東大樹同樣也能使用該能力。
於《假面騎士Wizard》第53話在與操真晴人/假面騎士Wizard跟葛葉紘汰/假面騎士鎧武及歷代15位平成騎士一同擊敗阿瑪達姆後，使用該能力離開了「魔寶石世界」。
於《假面騎士ZI-O》中門矢士及海東大樹兩人也使用該能力，進入到各個不同騎士的時空及世界；於第14話使用該能力可自行穿越自2015年的時空並再以假面騎士Ghost的形態與月津的Ghost Armor對戰並再次擊敗對方。
第15話為了讓莊吾看清現實為理由使用該能力把莊吾擊往2068年的世界。
第30話海東大樹結尾藉由該能力引領逢魔ZI-O與常盤莊吾及明光院月津兩人會面。
第37話正在調查時空扭曲的原因以及月讀與斯瓦魯茲兩人之間的關係，並按月讀的意願使用該能力將她帶往2058年的世界。
第45話使用該能力將和大道克己戰鬥中的常盤莊吾以穿越世界能力帶到了「另類世界」。
劇場版《假面騎士GOTCHARD The Future Daybreak》中，在輝夜被DREAD騎兵圍攻時，藉由該能力出現輝夜面前，使用BlackbirdFly相機拍攝一張相片給予輝夜，之後該相片轉化成新的傳說騎士克米卡。
- Gegeru遊戲

在Kuuga的世界中，Grongi為了令究極黑暗復活而進行的遊戲。
- 規則是要於指定地點以不流一滴血的方式殺死「戰鬥的人類女性」（這裡指女警）。
- 遊戲在Grongi成功殺死四人後被士中止了。

- 王

在Kiva的世界中，掌管所有Fangire。Kivat就是王的證明。
- 現任的王是渡。
- 渡的父親（Beetle Fangire）曾奪走王位，但後來被士及渡聯手擊敗。

- 假面騎士審判制度

在Ryuki的世界中，假面騎士透過此制度，以戰鬥來進行對嫌疑犯的審判，勝出者會給嫌疑犯下達判決。
- 假面騎士審判制度中，與事件關連的人會被選中成為假面騎士。
- 假面騎士的變身者不是固定，也可能使真兇能成為假面騎士（鎌田成為Abyss）。
- 假面騎士必須在鏡世界戰鬥，否則戰敗的話會死亡。

- BOARD

在Blade的世界中，為封印Undead而創立的公司，假面騎士系統為其所有物。
- 假面騎士封印Undead前需得到經理、總務及社長的許可。
- 用撲克牌的排序實行階級制，連職員餐廳中也分三種，分別是Ace級，K、Q、J級，10或以下等級，而且食物也差天共地。

- Smart Brain高校

在Faiz的世界中的一所高校，名稱源於原作的「Smart Brain」公司。
- 校內有名為「Lucky Clover」的組織，由四位Orphnoch組成。
- 高校中流傳著Faiz暗中守護校園的傳聞。

- Gills

在Agito的世界中，為未完全進化成Agito的人。
- 蘆河翔一曾產生突變成為Gills，後來成功進化成Agito。
- 原作中的Gills為Agito的不完全體，且最終並無進化成Agito。

- 鬼族

在Den-O的世界中，四處搗亂的鬼之一族。
- 與『劇場版 超・假面騎士電王＆Decade』連動。

- Clock Down系統

在Kabuto的世界中，ZECT為了對付陷於Clock Up狀態下暴走的Kabuto而制造的系統。
- 實際上此系統是擬態成總司的Phylloxera Worm為了向Kabuto報復而研發。
- 系統只對騎士產生影響，變成Worm後的Phylloxera Worm並無受到影響。
- 系統在Phylloxera Worm被擊敗後，被士及總司聯手破壞。

- 音擊道

在Hibiki的世界中，以淨化之音對付Makamou的武道。
- 曾一度分裂為響鬼流、威吹鬼流及斬鬼流，各流派宗師各持一份卷軸。
- 在海東收集完三份卷軸並得知當中秘密後再度結合。

- TG俱樂部

在暗影世界中，由光夏海高中時組成的俱樂部。
- TG俱樂部是由青柳和良，佐藤博彥，坂田健兒，田中，千夏和光夏海在高中時組成的。
- TG俱樂部又名為退學俱樂部。

- 折神、紋章之力

侍戰隊成員持有的特別力量。

## 本作及續作中各假面騎士或者超級戰隊變身者
關於譯名問題請注意，編輯本條目前請先訪問討論頁
參考條目：假面騎士譯名列表
沒有出現變身者的假面騎士不會在下列出，假面骑士X超级战队剧场版要有Decade的声音出现才會列出。於《假面骑士ZI-O》該集數客串Decade跟Diend出场集数里面骑士也算。
- Decade
  - Decade：門矢 士
  - Diend：海東大樹
- Kuuga
  - Kuuga：小野寺 雄介、门矢士
- KIVA
  - KIVA：渡、Beetle Fangire、紅渡、門矢士、海东召唤过
  - Dark KIVA：紅 音也
  - Kivara：光 夏海
  - Rey：海东召唤的、异类Decade召唤过
  - Saga：海东召唤的。
  - Arc：劇場版海东召唤的。
  - IXA：海东召唤过，刚开始他是保全形态。
- Ryuki
  - Ryuki：辰巳 真司、门矢士、城戶 真司
  - Knight：羽黑 蓮、海东召喚過
  - Ohja:[11]R王蛇[12]
  - Raia：海东召唤的
  - Gai：海东召唤的
  - scissors：海东召唤的
  - Femme：海东召唤的
  - Abyss：鎌田
  - Ryuga：佐藤 博彦、鸣龙也召唤过、剧场版海东召唤过。
  - Alternative Zero：田中
- Blade
  - Blade：劍立 一真、劍崎 一真、门矢士、海东召唤过和千眼怪Diend变身体召唤过。
  - Chalice：四條 始[13]、相川始
  - Garren：菱形 朔也
  - Leangle：黑葉 睦月
  - Glaive：海東 純一、海东剧场版召唤过。
  - Larc：三輪 春香
  - Lance：禍木 慎
- Faiz
  - Faiz：尾上 巧、乾巧[14]、门矢士
  - Kaixa：鳴瀧召喚過的、草加雅人
  - delta：海东召唤的
  - riotrooper:海东召唤的
  - Psypa：海东召唤的。
  - Orga：坂田 健兒、劇場版海東召喚過
- AGITO
  - Agito：蘆河 翔一、津上 翔一、门矢士
  - Gills：蘆河 翔一
  - G3：蘆河 翔一 UG3[15]。
  - G3-X：小野寺 雄介、海東 大樹
  - G4：劇場版海東召喚過、异类Decade召唤过。
- Den-O
  - Den-O：M士、M雄介、U、K、R夏海、M、U、K、R良太郎、门矢士、海东召唤过。[16]
  - Zeronos：櫻井 侑斗
  - New Den-O：野上 幸太郎
  - Goldra：口彥
  - Silvra：耳彥
  - G Den-O：黑崎 怜治
  - Yuuki（幽汽）：异类Decade召唤过。
- Kabuto
  - Kabuto：總司、门矢士、加贺美新
  - TheBee：弟切 想、矢车想、加贺美新、影山瞬
  - Gatack：新、加贺美新
  - Kick Hopper：鸣泷召唤的[17]、矢车想
  - Punch Hopper：鸣泷召唤的[18]、拟态影山瞬
  - Dark Kabuto：青柳 和良
  - Drake：海东召唤的
  - sasword：海东召唤的
  - Carcasus：海东大树在剧场版召唤的，K Carcasus，海东召唤过，被金太洛斯附身过。
  - hercus：海东召唤的
  - ketaro：海东召唤的
- Hibiki
  - Hibiki：響鬼、明日夢、门矢士
  - Ibuki：威吹鬼、海东召唤过
  - Todoroki：轟鬼、海东召唤过
  - Zanki：斬鬼、海东召唤过
  - Amaki：晶
  - Kabuki：海东召唤过
- 侍戰隊真劍者
  - 真劍紅：志葉 丈瑠
  - 真劍藍：池波 流之介
  - 真劍桃：白石 茉子
  - 真劍綠：谷 千明
  - 真劍黃：花織 琴羽
  - 真劍金：梅盛 源太
  - 千眼怪Diend變身體：千眼怪
- Black RX
  - Black RX：南 光太郎
- Black
  - Black：南 光太郎、海东用Black卡片召唤过南光太郎，同时也变成了Black。
  - Shadow Moon：月影 信彥
- Amazon
  - Amazon：Amazon
- Stronger
  - 電波人塔克爾：岬 百合子
- W（Double）
  - W：左 翔太郎、菲利普
  - Skull：鳴海 莊吉、劇場版海东召唤过
  - Accel：照井龍、海东召唤过。
  - Joker：左 翔太郎
  - Eternal：大道克己
- OOO
  - OOO：火野映司
  - Birth：海东召唤过、伊达明
  - Aqua：凑未晴
- Fourze
  - Fourze：如月弦太郎
  - Meteor：朔田流星
- 海賊戰隊豪快者
  - 豪快紅：船長 • 馬貝拉斯
  - 豪快藍：喬 • 基布肯
  - 豪快黃：露卡 • 米爾菲
  - 豪快綠：東 • 多格伊亞
  - 豪快桃：艾姆 • 德 • 法蜜由
  - 豪快銀：伊狩鎧
- 特命战队Go Busters
  - Red Buster：樱田弘
  - Blue Buster：岩崎龙次
  - Yellow Buster：宇佐见阳子
- Wizard
  - Wizard：操真晴人、门矢士
  - Beast：仁藤攻介
- 铠武
  - 铠武：葛叶纮汰
  - 巴隆：驱纹戒斗、海东召唤过。
  - 龙玄：吴岛光实
  - 斩月 真：吴岛贵虎
- 1號
  - 1号：本鄉猛、门矢士
  - 2号：一文字 隼人[19]
- 兽电战队强龙者
  - 强龙红：桐生大吾
- 烈车战队特急者
  - 特急1号：来斗
  - 特急2号：十胜
  - 特急3号：澪
  - 特急4号：光
  - 特急5号：神乐
- X
  - X：神敬介
- ZX
  - ZX：村雨良
- Drive
  - Dark Drive：悖論惡路程式
  - 魔进追迹者：Chase
- Ghost
  - Ghost：天空寺 尊、门矢士
  - Specter：深海 誠、海東召喚的
  - Dark Ghost：异类Decade召唤
- EX-AID
  - Brave：海东召唤的
  - 風魔：异类Decade召唤
- Build
  - Build：门矢士
  - Evol：异类Decade召唤
- ZI-O
  - ZI-O：常磐莊吾、门矢士
  - 逢魔ZI-O：常磐莊吾
  - Geiz：明光院月津
  - WOZ：沃茲、白沃茲
  - Tsukuyomi：月讀/阿爾匹娜
- GOTCHARD
  - GOTCHARD：一之瀨寶太郎
  - MAJADE：九堂凜音
  - VALVARAD：黑鋼史帕納
  - LEGEND：鳳櫻・輝夜・石英
  - GOTCHARD DAYBREAK：未來的寶太郎[20]
  - DORADO：格里昂
- GAVV
  - GAVV：生真・史托瑪克

## 對戰卡（Ride Card）
本作的主要物品，亦是Decade和Diend變身和戰鬥的主要工具。
繼《假面騎士龍騎》的降臨卡和《假面騎士劍》的覺醒卡後再度出現大量同一系列的卡片，但卡片排列則類似假面騎士龍騎的降臨卡。

### Decade

#### Kamen Ride（ 變身卡）
原文：
Decade可以用此類卡片變身為卡片所對應的假面騎士，也可以直接變化成不同形態的假面騎士。
卡片音效為KAMAN RIDE+騎士稱謂＋型態名稱。（若無型態變化就不會再追加型態名稱的音效）
例如1:在DECADE變身時的音效為Kamen Ride DECADE。
例如2:使用Form Ride Faiz Accel;卡，可以直接變身DECADE Faiz Accel Form
在BLACK篇，門矢士得到KAMAN RIDE BLACK卡，海東大樹一手搶去，並說：士，這張卡你是沒辦法用的，因为在当时由Diend召唤会比Decade变身更加有利于战局。而后来於《假面騎士x超級戰隊 超級英雄大戰》中，Decade成功變身成1號，所以Decade是能變身成平成系以外的假面騎士。另外，玩具也可以變身成平成系以外的假面騎士。

#### Form Ride（ 戰鬥型態卡）
原文：
用此類卡片在Decade使用Kamen Ride卡的狀態下，可以變身成其所對應的假面騎士的形態。
例如在狀態下使用Form Ride Axel，就可以變身成DECADE Faiz Axel Form。
但是此類變身尚不清楚能不能套用至最終型態的假面騎士變身，例如劇中尚未出現如：Form Ride Suvive音效的卡
因此在所有平成系Kamen Ride中，龍騎是唯一沒有Form Ride卡的存在

#### Attack Ride（技能卡）
原文：
Decade可以用此類卡片發動卡片上記載的技能
| 對應的假面騎士 | 卡片名稱                                                 | 效果                                                                           | 使用狀況 |
| Decade         | Attack Ride Slash                                        | 強化Ride Booker劍形態時的攻擊。                                                | 在第二話中，與Kuuga戰鬥時使用。 在第四話中，擊敗Fangire時使用。 |
| Decade         | Attack Ride Blast（爆破）                                | 強化Ride Booker槍形態時的攻擊。                                                | 在第二話中，與Kuuga戰鬥時使用。 在第三話中，與Kick Hopper和Punch Hopper戰鬥時使用。 在第五話中，與KIVA（Beetle Fangire）戰鬥時使用。 在第十話中，與Diend戰鬥時使用。 在第十五話中，與Imagin戰鬥時使用。 在第十九話中，與牛鬼戰鬥時使用。 |
| Decade         | Attack Ride Illusion（幻覺）                             | 放出兩到六個分身。                                                             | 在第五話中，與Kaixa戰鬥時使用。 在第六話中，與Knight戰鬥時使用。 在第十七話中，與Phylloxera Worm戰鬥時使用。 在第二劇場版中，與V3、Super 1、Black戰鬥時使用。                                                                            |
| Decade         | Attack Ride Rekka Daizantou（烈火大斬刀）                | 能夠使用真劍紅的專用武器‧烈火大斬刀。                                          | 在第二十五話中，擊敗千眼怪 Diend變身體時使用。 |
| Decade         | Attack Ride Reflecloud（反射白雲）                       | 能夠使用護星紅的天裝術‧反射白雲。                                              | 於《假面騎士x超級戰隊 超級英雄大戰》中使用。 |
| Decade         | Attack Ride GaGa no Udewa（Gaga臂環）                    | 能夠使用Gaga臂環。                                                             | 在第二十九話中，與十面鬼戰鬥時使用。 |
| Decade         | Attack Ride Invisible（隱形）                            | 發動後，Decade會透明化。                                                       | 在第三劇場版中，與Super 1和Kabuto戰鬥時使用。（激情態時使用） |
| Decade         | Attack Ride Televikun                                    | 平成九作的Rider的最強形態召喚，並全體（包含自己）發動必殺技（Complete Form）。 | 在Super Adventure DVD中使用。 |
| Decade         | Attack Ride Gigant（火箭炮）                             | 能夠使用G4的巡航導彈發射器。                                                   | 在第三劇場版中，與J戰鬥時使用。（激情態時使用） |
| Decade         | Attack Ride Side Basshar                                 | Machine Decader會變成Kaixa的專用電單車Side Basshar。                                          | 在第三劇場版中，擊敗J時使用。（激情態時使用） |
| Kabuto         | Attack Ride Clock Up（超速模式）                         | 使出Clock Up。                                                                 | 在第一話中，與Worm戰鬥時使用。 在第十八話中，與Makamou戰鬥時使用。 在第二劇場版中，與Black Rx戰鬥時使用。 在第三劇場版中，與Super 1和Kabuto戰鬥時使用。（Decade在第三劇場版中，與Super 1和Kabuto戰鬥中使用時並沒有變成Kabuto）           |
| Faiz           | Attack Ride Auto Vajin（机动天马）                       | 會變成机动天马。                                                               | 在第一話中，為了救夏海而使用。 |
| Hibiki         | Attack Ride Ongekibou Rekka（音擊棒 烈火）               | 使出鬼棒術・烈火弾 第一集中沒有使用卡片只出現音效。                            | 在第一話中，擊敗魔化魍時使用。 在第二劇場版中，與Amazon戰鬥時使用。 |
| Hibiki         | Attack Ride Onibi（鬼火）                                | 使出鬼鬥術・鬼火。                                                             | 在第二劇場版中，擊退Amazon時使用。 |
| Ryuki          | Attack Ride Strike Vent（龍炎擊）                        | 使出Strike Vent，不会出现無雙龍。                                              | 在第八話中，與Undead戰鬥時使用。 在第十九話中，與牛鬼戰鬥時使用。 |
| Ryuki          | Attack Ride ADVENT (降臨)                                | 召喚無雙龍,並可踏上無雙龍來進行戰鬥。                                          | 於《假面騎士x超級戰隊 超級英雄大戰》中使用。 |
| Blade          | Attack Ride Metal（钢化）                                | 使出黑桃7 METAL金屬化。                                                        | 在第十話中，與Orphnoch戰鬥時使用。 |
| Blade          | Attack Ride Mach（加速）                                 | 使出黑桃9 MACH馬赫。                                                           | 在第十話中，與Orphnoch戰鬥時使用。 |
| Den-O          | Attack Ride Ore Sanjou!（老子我 來也!）                  | 變成Sword Form，並像原作一樣說出「老子我 來也!」。                             | 在第十六話中，與TheBee和Gatack戰鬥時使用。（並無實戰功能） |
| Den-O          | Attack Ride Kotaewa Kiite Nai（你的回答我不想聽）        | 變成Gun Form，並像原作一樣說出「你的回答我不想聽！」。                         | 在第十六話中，與TheBee和Gatack戰鬥時使用。（並無實戰功能） |
| Den-O          | Attack Ride Bokuni Tsuraretemiru（想不想被我釣釣看啊？） | 變成Rod Form，並像原作一樣說出「想不想被我釣釣看啊？」。                       | 目前未曾使用。 |
| Den-O          | Attack Ride Nakerude（落淚吧）                           | 變成Ax Form，並像原作一樣說出「落淚吧！」。                                    | 目前未曾使用。 |
| Den-O          | Attack Ride Tsuppari（強推）                             | 使出相撲強推。                                                                 | 在第十九話中，與牛鬼戰鬥時使用。 |

#### Final Form Ride（終極型態卡）
原文：
DECADE可以用此類卡片將卡片對應的假面騎士變成FFR型態，必須和卡片對應的假面騎士連攜發動，不可單獨使用。
各假面騎士的FFR型態皆以原作中出現過的裝備或支援者為原形
FFR型態與DECADE的聯動攻擊威力相當於原作絕招的威力，由於是DECADE專用版本的緣故，發招方式不拘泥於原作的使用法則，因此在用途與威力上都會與原作有細部差異。
在TV本篇與劇場版中作用如下:
| 對應的幪面超人 | 可以變化為                                  | 原作的/原形                 |
| Kuuga          | Kuuga Gouram                                | Gouram                      |
| Agito          | AgitΩ Tornador                              | Machine Tornado Slider Mode |
| Ryuki          | Ryuki Dragreder                             | 其'契約獸（無雙龍'）        |
| Faiz           | 巨型加農砲Faiz Blaster                      | Faiz Blaster                |
| Blade          | 巨劍                                        | Blade的武器醒劍             |
| Hibiki         | Hibiki Ongekiko                             | CD式神                      |
| Kabuto         | Zecter Kabuto(似乎可以支援變身成巨型KABUTO) | 巨型KABUTO ZECTER           |
| Den-O          | 桃太洛斯或電列車                            |                             |
| KIVA           | 巨型弓箭KIVAArrow或德兰城堡龍               |                             |
| W              | W Joker Joker Form及W Cyclone Cyclone Form  |                             |

但是從街機遊戲中以及假面騎士OOO的網絡版中，此類卡片的作用並不是固定的，也可以有許多變化型態，但因為遊戲商在開發時未必會依照原作的設定，此類卡在遊戲中的作用不一定代表此類卡片在運用上是靈活多樣的，但根據TV本篇以及網絡版影片中可以發現，即使卡牌名稱相同，若卡牌的造型與圖片不同，就會發動不同的效果，而且卡片本身可能會進行其他變化，ＥＸ：DEN-O類卡，由DEN-LINER，變化為桃太洛斯圖樣，因此此類卡牌的應用上，還是存在相當多的變數。

#### Final Attack Ride（ 必殺技卡）
原文：
Decade可以用此類卡片發動為卡片所對應的假面騎士的必殺技，可以與變為FFR形態的假面騎士發動連攜必殺技，單獨使用時必須變身為卡片對應的假面騎士才可以使用。而在Complete Form時則須召喚對應的假面騎士才可以，該分身會和Decade一同使出對應的必殺技。
| 卡片名稱                          | 效果 | 使用狀況 |
| Final Attack Ride de..de..de..    | DECADE正前方會出現一排Final Attack Ride de..DECADE的咭片，然後穿過咭片攻擊。 攻擊根據Ride Booker的形態而定。 Ride Booker沒有變形時，發動Dimension Kick。 Ride Booker於劍形態時，發動Dimension Slash。 Ride Booker於槍形態時，發動Dimension Shoot。 與W Cyclone Cyclone與W Joker Joker一起時發動Triple Extreme。 | 在第二話中，擊敗Grongi九號時使用。（Dimension Kick） 在第五話中，擊敗Fangire時使用。（Dimension Slash） 在第五話中，擊敗Beetle Fangire時使用。（Dimension Kick） 在第六話中，擊敗Impere時使用。（Dimension Kick） 在第八話中，擊敗Undead時使用。（Dimension Kick） 在第十二話中，擊敗Lord時使用。（Dimension Shoot） 在第一劇場版中，攻擊Goldra和Silvra時使用。（Dimension Shoot） 在第十八話中，擊敗魔化魍時使用。（Dimension Kick） 在第二十話中，攻擊Dark kiva，但攻擊途中消失了。（Dimension Kick） 在第二劇場版中，與Amazon戰鬥時使用。（Dimension Kick） 在第二劇場版中，與V3、Super 1、Black戰鬥時使用。（Dimension Kick） 在假面骑士Decade All Riders VS 死神博士中，擊敗死神博士時使用。 在第二十八話中，擊敗Camponotus Worm Maxilla時使用。（Dimension Kick） 在第二十九話中，攻擊十面鬼時使用。（Dimension Kick） 在第三十一話中，擊敗Tiger Orphnoch和Alligator Imagin時使用。（Dimension Kick，Complete Form時使用） 在第三劇場版中，擊敗Sky Rider時使用。（Dimension Kick） 在第三劇場版中，擊敗Super 1和Kabuto時使用。（Dimension Kick） 在第三劇場版中，擊敗Blade時使用。（Dimension Kick） 在第三劇場版中，擊敗Doras時使用。（Dimension Kick，Complete Form時使用） 在第三劇場版中，擊敗Ultimate D時使用。（Triple Extreme） |
| Final Attack Ride ku..ku..ku..    | 與Kugga連攜發動時， Kuuga Gouram背上的翅膀會展開，並以頭上的角鉗著敵人，向著Decade飛去，而Decade則使出飛踢。稱為。 | 在第三話中，擊敗究極黑暗時使用。 |
| Final Attack Ride ki..ki..ki..    | 與Kiva連攜發動時， Kiva Arrow前端的封印會被解除，並射出箭矢，稱為DCDF(Decade Fang)。 於Complete Form使用時，會使出Final Zanvat Slash。 | 在第五話中，攻擊Beetle Fangire時使用。 在第二十二話中，對付Bossroach和Darkroaches時使用。（Final Zanvat Slash） |
| Final Attack Ride ryu..ryu..ryu.. | 與Ryuki連攜發動時， Decade會跳起，在最高點翻身做出飛踢的恣勢，以Ryuki Dragreder噴出的火焰作推進力向目標發動飛踢攻擊，類似Ryuki的Dragon Rider Kick，稱為DCDD(Decade Dragoon)。 於Complete Form使用時，Surive Ryuki的劍身會被火焰包圍，然後以X字向前把火焰斬出去，稱為Fire Slash。Surive Ryuki的必殺技是此劇原創的。另外，大部份假面騎士的最強形態也具有兩種或以上的必殺技，而Complete Form時使用的必殺技，主要都是須運用武器。(事實上是Ryuki Survive的Final Vent不可以二人一起發動攻擊) | 在第七話中，擊敗Abyss時使用。 在第二十一話中，對付Ryuga時使用。（Fire Slash） 在第三十話中，對付Thorn Fangire時使用。（Fire Slash） |
| Final Attack Ride bl..bl..bl..    | 與Blade連攜發動時， Blade Blade會揮出劍光，可作遠程攻擊，稱為DCDE(Decade Edge)。 單獨使用時，會使出Lighting Blast。 於Complete Form使用時，會使出Royal Straight Flush。 | 在第九話中，擊敗Joker和 Undead時使用。 在第十話中，擊敗Orphnoch時使用。（Lightning Blast） 在最終劇場版中擊敗假面騎士Ryuki時使用。 在第二十五話中，對付千眼怪Diend變身體時使用。（Royal Straight Flush） |
| Final Attack Ride fa..fa..fa..    | 與Faiz連攜發動時， Faiz Blaster發出錐狀的光把目標鎖定，再發出強力的能量炮擊，稱為DCDP(Decade Photon)。 於Complete Form使用時，會使出Photon buster。 單獨使用時，會使出Crimson Smash。 | 在第十一話中，擊敗Orphnoch時使用。 在第二十一話中，對付Orga時使用。（Photon buster） 在第二劇場版中，對付Black RX時使用。（Crimson Smash） 在第二十九話中，對付十面鬼時使用。（Photon buster） |
| Final Attack Ride a..a..a..       | 與Agito連攜發動時， Agito Tornador會前方出現AgitΩ的紋章，攻擊穿過AgitΩ的紋章後會變成強力的攻擊，稱為DCDT(Decade Tornado)。 單獨使用時，會使出Ground Kick。 於Complete Form使用時，會使出Shining Crash。 | 在第十三話中，擊敗Taurus Ballista時使用。 在第十四話中，與Den-O戰鬥時使用。 （Rider Kick） 在第二十六話中，擊敗Seamoon Fangire時使用。（Ground Kick） 在第二十七話中，對付Schwarian時使用。（Shining Crash） |
| Final Attack Ride den..den..den.. | 與Den-O連攜發動時， 桃太洛斯（Momotaros）可以不用Full charge發動Den-O Sword Form的必殺技Extreme Slash的斬擊，稱為DCDL(Decade Liner)。與其他Final Attack Ride不同的是，Decade不會作任何攻擊。 於Complete Form使用時，會使出Liner Slash。 | 在第十五話中，擊敗Alligator Imagin時使用。 在第二十四話中，對付千眼怪時使用。（Liner Slash） |
| Final Attack Ride ka..ka..ka..    | 與Kabuto連攜發動時， 將敵人打下來後，與Kabuto一起發動Rider Kick，且發動時Decade會進入Clock Up狀態，稱為DCDM(Decade Meteor)。 單獨使用時，會使出Rider Kick。 於Complete Form使用時，會使出Hyper Kick或Maximum Hyper Cyclone。 | 在第十七話中，擊敗Phylloxera Worm時使用。 在第十八話中，擊敗Makamou時使用。 （Rider Kick） 在第二十一話中，對付Dark Kabuto時使用。（Hyper Kick） 在第二十六話中，對付Hercus和Ketaros時使用。（Maximum Hyper Cyclone）。 |
| Final Attack Ride hi..hi..hi..    | 與Hibiki連攜發動時， 將敵人打下來後，即變成音擊鼓附在敵人身上給Decade進行打擊，稱為DCDW(Decade Wave)。 於Complete Form使用時，會使出Ongekida KiShin Kakusei。 | 在第十九話中，擊敗Bakegani時使用。 在第二十三話中，對付Jashin Fourteen時使用。（Ongekida KiShin Kakusei） |
| Final Attack Ride a..a..a..       | Decade手臂上的Gaga手環會轉至Amazon手臂上，然後Amazon會使出Super Big Slice(超級大切斷)。和Den-O的一樣，Decade不會作任何攻擊。 | 在第二十九話中，擊敗十面鬼時使用。 |
| Kamen Ride                        | Decade會和Diend（並非分身）一同使出Dimension Shoot。 | 在第三十一話中，擊敗Super Apollo Geist時使用。 |

#### Final Kamen Ride（終極騎士卡）
原文：
Decade用K-touch變身成Complete Form 時使用的卡片，第二十一話出場。
其Final Kamen Ride的聲效由K-touch讀出，卡片沒有真正出現過。
| 卡片名稱                   | 效果 | 使用狀況                                                                            |
| Final Kamen Ride           | Decade會變成Decade Complete Form，只須點擊K-touch就可使用各假面騎士最強形態的分身。但與Diend的不同，分身根據Decade作出同樣動作，包括嵌卡，斬擊，開槍等。 | 除第二十八話。，第二十一話開始每集使用。                                            |
| Kamen Ride Ultimate        | Decade Complete Form兩肩和胸前的卡片變成Ultimate Kuuga，並召喚出Ultimate 的分身。                                                                             | 事實上在劇中從未使用過。                                                            |
| Kamen Ride Survive         | Decade Complete Form兩肩和胸前的卡片變成Survive Ryuki，並召喚出Survive 的分身。                                                                               | 在第二十一話中，對付Ryuga時使用。 在第三十話中，對付Thorn Fangire時使用。           |
| Kamen Ride Blaster         | Decade Complete Form兩肩和胸前的卡片變成Faiz Blaster Form，並召喚出Faiz Blaster Form的分身。                                                                     | 在第二十一話中，對付Orga時使用。 在第二十九話中，對付十面鬼時使用。                 |
| Kamen Ride Hyper           | Decade Complete Form兩肩和胸前的卡片變成Hyper Kabuto，並召喚出Hyper 的分身。                                                                                   | 在第二十一話中，對付Dark Kabuto時使用。 在第二十六話中，對付Hercus和Ketaros時使用。 |
| Kamen Ride Emperor         | Decade Complete Form兩肩和胸前的卡片變成Kiva Emperor Form，並召喚出Kiva Emperor Form的分身。                                                                     | 在第二十二話中，對付Dark Roaches時使用。                                            |
| Kamen Ride Armed           | Decade Complete Form兩肩和胸前的卡片變成Armed Hibiki，並召喚出Armed 的分身。                                                                                   | 在第二十三話中，對付Jashin Fourteen時使用。                                         |
| Kamen Ride Liner           | Decade Complete Form兩肩和胸前的卡片變成Den-O Liner Form，並召喚出Den-O Liner Form的分身。                                                                         | 在第二十四話中，對付千眼怪時使用。                                                  |
| Kamen Ride King            | Decade Complete Form兩肩和胸前的卡片變成Blade King Form，並召喚出Blade King Form的分身。                                                                           | 在第二十五話中，對付千眼怪Diend變身體時使用。                                       |
| Kamen Ride Shining         | Decade Complete Form兩肩和胸前的卡片變成Agito Shining Form，並召喚出Agito Shining Form的分身。                                                                     | 在第二十七話中，對付Schwarian時使用。                                               |
| Kamen Ride Rising Ultimate | | 在第三劇場版使用。                                                                  |
| Kamen Ride Super Climax    | | 在第三劇場版使用。                                                                  |

### Diend

#### Kamen Ride（召喚卡）
原文：
Diend可以用此類卡片變身成Diend或者召喚卡片所對應的假面騎士，該假面騎士到達了一定時間後、或受到一定傷害時，就會消失。

#### Attack Ride（技能卡）
原文：
Diend可以用此類卡片發動卡片所對應的技能。
| 卡片名稱                            | 效果 | 使用狀況 |
| Attack Ride Blast（爆破）           | 原則上和Decade的Attack Ride Blast沒有分別，但射擊性能比Decade的來得高，是因為槍本來的能力。另外發動的子彈會自動狙擊敵人。 | 在第十話中，攻擊Decade時使用。 在第十一話中，攻擊Tiger Orphnoch時使用。 在第十三話中，攻擊Lord時使用。 在第十七話中，攻擊Kabuto時使用。 在第十九話中，與Gyūki戰鬥時使用。 在第二劇場版中，攻擊Decade、Kuuga、Black、Super 1、V3時使用。 在第二劇場版中，攻擊黑戰鬥員時使用。 在第二十六話中，與Apollo Geist、Scorpion Imagin和Mantis Fangire戰鬥時使用。 |
| Attack Ride Invisible（隱形）       | 發動後，Diend會透明化。                                                                                                   | 在第十一話中，撤退時使用。 在第十六話中，撤退時使用。 在第十八話中，偷取秘傳卷軸時使用。 在第二十六話中，撤退時使用。 在第二十七話中，撤退時使用。 在第二劇場版中，撤退時使用。 在第二十九話中，撤退時使用。 在超‧電王Episode Yellow中，與G電王戰鬥時使用。 在超‧電王Episode Yellow中，撤退時使用（2008年海東變身的Diend）。                             |
| Attack Ride Crossattack（交叉攻擊） | 發動後，被召喚的假面騎士會使用該假面騎士的必殺技                                                                          | 在第十二話中，攻擊Decade和Gills時使用。 |
| Attack Ride Illusion（幻覺）        | 發動後，Diend會放出四個分身。                                                                                             | 在第二十九話中，攻擊十面鬼戰鬥時使用。 |
| Attack Ride Barrier（障礙光彈）     | 發動後，Diend會射出障礙光彈。                                                                                             | 在第二劇場版中，防御Black攻击時使用。 |
| Attack Ride Gekijouban（劇場版）    | 發動後，召喚MOVIE騎士，並發動必殺技。                                                                                     | 在超‧電王Yellow Episode中擊敗G電王戰鬥時使用。 |

#### Final Form Ride（終極型態卡）
原文：
參閱Decade的Final Form Ride的介紹，Diend發動此類卡片效果與Decade無異。

#### Final Attack Ride（ 必殺技卡）
原文：
Diend可以用此類卡片發動必殺技，非Diend的Final Attack Ride卡片一定要在召喚騎士後使用，在使用後該騎士會消失。

### 千眼怪 Diend變身體

#### Kamen Ride（ 變身卡）
原文：
與一般型態相同效果

#### Kaijin Ride（怪人卡）
原文：
| 卡片名稱                  | 效果                                     | 使用狀況                             |
| ------------------------- | ---------------------------------------- | ------------------------------------ |
| Kaijin Ride Eagle Undead  | 千眼怪Diend變身體會召喚出Eagle Undead。  | 在第二十五話中，攻擊侍戰隊們時使用。 |
| Kaijin Ride Moose Fangire | 千眼怪Diend變身體會召喚出Moose Fangire。 | 在第二十五話中，攻擊侍戰隊們時使用。 |

#### Final Attack Ride（ 必殺技卡）
原文：
| 卡片名稱 | 使用狀況                                   |
| --- | ------------------------------------------ |
| Final Attack Ride di..Diend 與Diend不同，使用時不會回收召喚出的假面騎士，而且被召喚出的假面騎士更會同時使出必殺技。 | 在第二十五話中，攻擊Decade和真劍紅時使用。 |

## 本作登場假面騎士

### 假面騎士DECADE
變身者：門矢 士

#### 變身形態
| Kamen Ride                       | | |                                                                |                                   |                                                     |
| 型態名稱                         | 簡介 | 外觀 | 能力                                                           | 必殺技                            | 備注                                                |
| 通常型態                         | 第1話登場，使用Kamen Ride DECADE卡片變身的基本模式 身高：190cm 體重：89kg 拳擊力：14t 腳踢力：21t 跳躍力：60m 跑力：100m/5.2秒 | 全身以品紅色、黑色及白色 | 按自身實力及卡片能力發揮。                                     | 必殺技（Final Attack Ride）：106t | Decade常簡作「DCD」。                               |
| Kabuto Form Kabuto型態           | 第1話登場。使用Kamen Ride Kabuto卡片變成的形態。 身高： 體重： 拳擊力： 踢擊力： 跳躍力： 行動速度：                           | 除變身腰帶外跟Kabuto Rider Form完全一樣                                                                                          | 可透過使用Attack Ride Clock Up卡片發動Clock Up                 |                                   |                                                     |
| Faiz Form Faiz型態               | 第1話登場，使用Kamen Ride Faiz卡片變成的形態。 身高： 體重： 拳擊力： 踢擊力： 跳躍力： 行動速度：                             | 除變身腰帶外跟555 通常形態完全一樣                                                                                               |                                                                |                                   |                                                     |
| Hibiki Form 響鬼型態             | 第1話登場， 使用Kamen Ride Hibiki卡片變成的形態。 身高： 體重： 拳擊力： 踢擊力： 跳躍力： 行動速度：                          | 除變身腰帶外跟響鬼 通常形態完全一樣                                                                                              |                                                                |                                   |                                                     |
| Kuuga Form 空我型態              | 第4話登場， 使用Kamen Ride Kuuga卡片變成的形態。 身高： 體重： 拳擊力： 踢擊力： 跳躍力： 行動速度：                           | 除變身腰帶外跟Kuuga Mighty Form完全一樣                                                                                          |                                                                |                                   |                                                     |
| Kiva Form Kiva型態               | 第6話登場， 使用Kamen Ride Kiva卡片變成的形態。 身高： 體重： 拳擊力： 踢擊力： 跳躍力： 行動速度：                            | 除變身腰帶外跟Kiva Kiva Form完全一樣                                                                                             |                                                                |                                   |                                                     |
| Ryuki Form 龍騎型態              | 第8話登場， 使用Kamen Ride Ryuki卡片變成的形態。 身高： 體重： 拳擊力： 踢擊力： 跳躍力： 行動速度：                           | 除變身腰帶外跟龍騎 通常形態完全一樣                                                                                              | 可自由穿梭鏡世界，而且沒有原作必須在原本進入的反射物出來的設定 |                                   |                                                     |
| Blade Form 劍型態                | 第10話登場， 使用Kamen Ride Blade卡片變成的形態。 身高： 體重： 拳擊力： 踢擊力： 跳躍力： 行動速度：                          | 除變身腰帶外跟劍 通常形態完全一樣                                                                                                |                                                                |                                   |                                                     |
| AgitΩ Form AgitΩ型態             | 第14話登場， 使用Kamen Ride Agito卡片變成的形態。 身高： 體重： 拳擊力： 踢擊力： 跳躍力： 行動速度：                          | 除變身腰帶外跟Agito Ground Form完全一樣                                                                                          |                                                                |                                   |                                                     |
| Den-O Form 電王型態              | 第16話登場， 使用Kamen Ride Den-O卡片變成的形態。 身高： 體重： 拳擊力： 踢擊力： 跳躍力： 行動速度：                          | 除變身腰帶外跟Den-O Sword Form完全一樣                                                                                           |                                                                |                                   | 桃太洛斯不會附身                                    |
| Complete Form 完全型態           | 第21話登場 身高：194cm 體重：99kg 拳擊力：39t 腳踢力：53t 跳躍力：118m 行動速度：100m需時4.7秒                                 | 全身以黑色、銀色和品紅色為主，擁有品紅色複眼。 胸前貼有Kuuga至Kiva通常形態的騎士卡片，而額頭位置則放有Decade Complete Form的卡片 | 綜合實力大幅提升                                               | 必殺技（Final Attack Ride）：300t |                                                     |
| Form Ride                        | | |                                                                |                                   |                                                     |
| 型態名稱                         | 簡介 | 外觀 | 能力                                                           | 特殊技 / 必殺技                   | 備注                                                |
| Kuuga Titan Form Kuuga泰坦型態   | 第4話登場。使用Form Ride Kuuga Titan卡片變成的形態。 身高： 體重： 拳擊力： 踢擊力： 跳躍力： 行動速度：                       | 除變身腰帶外跟Kuuga Titan Form完全一樣                                                                                           |                                                                |                                   |                                                     |
| Kuuga Dragon Form Kuuga青龍型態  | 第4話登場。使用Form Ride Kuuga Dragon卡片變成的形態。 身高： 體重： 拳擊力： 踢擊力： 跳躍力： 行動速度：                      | 除變身腰帶外跟Kuuga Dragon Form完全一樣                                                                                          |                                                                |                                   |                                                     |
| Kuuga Pegasus Form Kuuga飛馬型態 | 第16話登場。使用Form Ride Kuuga Peagasus卡片變成的形態。 身高： 體重： 拳擊力： 踢擊力： 跳躍力： 行動速度：                   | 除變身腰帶外跟Kuuga Peagasus Form完全一樣                                                                                        |                                                                |                                   |                                                     |
| Kiva Garulu Form Kiva加魯魯型態  | 第6話登場。使用Form Ride Kiva Garulu卡片變成的形態。 身高： 體重： 拳擊力： 踢擊力： 跳躍力： 行動速度：                       | 除變身腰帶外跟Kiva Garulu Form完全一樣                                                                                           |                                                                |                                   |                                                     |
| Kiva Dogga Form Kiva德加型態     | 第6話登場。使用Form Ride Kiva Dogga卡片變成的形態。 身高： 體重： 拳擊力： 踢擊力： 跳躍力： 行動速度：                        | 除變身腰帶外跟Kiva Dogga Form完全一樣                                                                                            |                                                                |                                   |                                                     |
| Kiva Bassha Form Kiva巴夏型態    | 第6話登場。使用Form Ride Kiva Bassha卡片變成的形態。 身高： 體重： 拳擊力： 踢擊力： 跳躍力： 行動速度：                       | 除變身腰帶外跟Kiva Bassha Form完全一樣                                                                                           |                                                                |                                   |                                                     |
| Agito Flame Form Agito烈火型態   | 第14話登場。使用Form Ride Agito Flame卡片變成的形態。 身高： 體重： 拳擊力： 踢擊力： 跳躍力： 行動速度：                      | 除變身腰帶外跟Agito Flame Form完全一樣                                                                                           |                                                                |                                   |                                                     |
| Agito Storm Form Agito暴風型態   | 第14話登場。使用Form Ride Agito Storm卡片變成的形態。 身高： 體重： 拳擊力： 踢擊力： 跳躍力： 行動速度：                      | 除變身腰帶外跟Agito Storm Form完全一樣                                                                                           |                                                                |                                   |                                                     |
| Faiz Axel Form Faiz加速型態      | 第16話登場。使用Form Ride Faiz Axel卡片變成的形態。 身高： 體重： 拳擊力： 踢擊力： 跳躍力： 行動速度：                        | 除變身腰帶外跟Faiz Axel Form完全一樣                                                                                             | 10秒內移動速度提升1000倍                                       |                                   | 變成此形態時Axel Memory 已裝入錶中                  |
| Den-O Ax Form 電王聖斧型態       | 第19話登場。使用Form Ride Den-O Ax卡片變成的形態。 身高： 體重： 拳擊力： 踢擊力： 跳躍力： 行動速度：                         | 除變身腰帶外跟Den-O Ax Form完全一樣                                                                                              |                                                                |                                   | 金太洛斯不會附身 跟原作一樣，登場時會有紙張從天而降 |

#### 輔助工具

##### 變身腰帶
- Decade Driver（有時是DecaDriver）

讀卡機型變身驅動器（可簡作“讀卡機”或“腰帶”），能插入各騎士卡片，使出不同功效。
將此驅動器放至腰前環帶便會自動套上。
於1-18話片尾時會亮起該騎士的標誌以表示目前所在的世界。
能够利用次元转换解放机将被封印在2次元（平面）内的Kamen Rider力量解放到3次元（立体）里。内部装有担任创造功能的，被称为“Trickster”的秘石。另外，腰带从左到右有‘地•水•火•风•光•暗’六个元素的神秘符号。
这些是形成Decade Driver的主要元素。Decade Driver上有平成年代的所有假面骑士的标志纹章。是Decade继承了各个平行世界中骑士们力量的证明。

##### 武器
- ：骑士卡片盒

通常置於腰帶左側，依組裝方式的不同，能變成槍和劍。可放置對戰卡
與歷代假面騎士卡盒不同的是，此卡盒呈扁盒狀，類似書，故英文是Ride “Booker”，取卡時只要翻開便能取出。
てれびくん付錄的特別篇DVD[守れ！てれびくんの世界]出現的大炮系武器(非正規武器)，同時也是雜誌付贈的紙製玩具。

##### 交通工具
Decade專用電單車。
- 原型車種：Honda DN-01
- 全長：2320mm
- 寬度：835mm
- 高度：1155mm
- 最高時速：350 km/h

道具
- K-Touch（完全觸控器）：

變身成 Complete Form 的必要道具。
變身時，需順序按下代表各騎士的圖案，順序為：

### Diend
Diend為英文諧音的「The End」，Diend常簡作「DED」，變身者為海東 大樹

#### 變身模式
| Kamen Ride    | |                                                                                  |                            |        |                 |
| 型態名稱      | 簡介 | 外觀                                                                             | 能力                       | 必殺技 | 備注            |
| 通常型態      | 第10話登場，使用Kamen Ride Diend卡片變身的基本模式 身高：193cm 體重：85kg 拳擊力：20t 腳踢力：22t 跳躍力：42m 跑力：100m/4秒                                    | 全身以藍色及黑色                                                                 | 按自身實力及咭片能力發揮。 |        | Diend常簡作「DED」。 |
| Complete Form | 於劇場版中登場，用由黑崎淩志交給海東大樹的藍色K-Touch變身。 身高：195cm 體重：89kg 拳擊力：41t 腳踢力：67t 跳躍力：211m 行動速度：100m需時3.7秒 | 全身以黑色、銀色和藍色為主。 胸前貼有G4至Skull的騎士卡片，而額頭位置則放有Diend Complete Form的卡片 | 綜合實力大幅提升           |        |                 |

道具
- Driver：

讀卡機型變身驅動槍（可簡作“讀卡機槍”或“讀卡槍”），能插入卡片，使出不同功效。
由於此本身就是一把手槍，就算不變身也可以用來射擊，加上此槍是雙槍管式設計，性能比Decade的RideBooker高。
此外，在變身時若將槍口指著對手，則在變身的同時也能先攻擊敵人。
- K-Touch（完全觸控器）：

於《假面騎士x假面騎士x假面騎士 THE MOVIE 超·電王三部曲 Episode Yellow- 寶物DIEND的盜竊》中登場，用由黑崎淩志交給海東大樹的藍色K-Touch變身。
變身成 Complete Form 的必要道具。
變身時，需順序按下代表各騎士的圖案，順序為：

### 響鬼世界

#### Amaki
於響鬼世界出現之假面騎士。
漢字為「天鬼」，曾在原作中的第41集出場，只是單單以「天美晶的變身體」來稱呼，並沒有正式名稱。在Decade中才有正式的名稱。
- 主體顏色：藍色及黑色

音擊武器
- 音擊管・烈風
- 音擊鳴・鳴風

必殺技
- 音擊射・疾風一閃

## 本作登場敵方騎士

### 龍騎世界

#### Abyss
本作於Ryuki世界原創之假面騎士，在原作中沒有出現。其中假面騎士 Abyss的契約獸 深海堤壩（Abysslasher）與深海錘擊者（Abysshammer），已在《假面騎士龍騎》中登場過。
假面騎士 Abyss
- 主體顏色：水藍色
- 身高：199cm
- 體重：91kg
- 拳擊力：17t
- 腳踢力：29.7t
- 跳躍力：100m
- 行動速度：100m需時4秒
- 契約獸：魔狂鯊（Abyssodon）、分解為：深海堤壩（Abysslasher）、深海錘擊者（Abysshammer）
- 召喚機：深淵召甲（Abyssvisor）
- PS:龍騎作品中AP與T的比為20:1/響鬼作品AP與T的比為25:1/劍則是100:1
- 卡牌組:

| 卡牌組                  | 效                                                                           |
| ----------------------- | ---------------------------------------------------------------------------- |
| Sword Vent（武器降臨）  | 召喚武器為深海鋸刀。3000AP                                                   |
| Strike Vent（重擊降臨） | 召喚裝備－深淵鯊爪，配戴在右手上，並利用Abyssodon發動「深淵猛流」。3000AP    |
| Advent（契約獸降臨）    | 召喚契約獸「深海堤壩（Abysslasher）」與「深海錘擊者（Abysshammer）」。5000AP |
| Final Vent（終極降臨）  | 發動必殺技「深海衝擊（Abyss Dive）」。7000AP                                 |
- 招式

| 招式                   | 效果說明                                                                                |
| ---------------------- | --------------------------------------------------------------------------------------- |
| 深淵猛流（Abyssmash）  | 在裝備上深淵鯊爪後利用Abyssodon對敵人放出強力的冰河水柱。                               |
| 深海衝擊（Abyss Dive） | 召喚出Abysslasher與Abysshammer合體成一架鯊魚戰機Abyssodon，並對敵人進行強力的掃射攻擊。 |
- 魔狂鯊（Abyssodon）

全長：400cm / 寬度：190cm / 體重：680kg / 最高飛行速度：時速500km。
深淵的契約獸。水藍色的戰機型大白鯊鏡怪獸，6000AP。是契約獸Abysslasher與Abysshammer合體而成，頭前有鋸齒刀，雙鰭為機槍，能在空中、水中和地底發動攻擊。能用絕技「深海衝擊」。
- 深海堤壩（Abysslasher）＆深海錘擊者（Abysshammer）

身長：225cm / 體重：127kg。
身長：232cm / 體重：158kg。
深淵的契約獸Abyssodon分解而成的。一隻為墨綠色的人型雙髻鯊鏡怪獸，另一隻為草綠色的人型鯊魚鏡怪獸，以上2隻契約獸AP總合為6000。詳見「假面騎士龍騎#登場怪人」。

### 侍戰隊的世界

#### 千眼怪Diend變身體
於侍戰隊世界，外道眾千眼怪奪去Diend Driver繼而變身的變身體，擁有Kaizin Ride卡片召喚各騎士世界的怪人。
- 主體顏色：藍色及黑色
- 身高：207cm
- 體重：138kg
- 拳擊力：40t
- 腳踢力：51t
- 跳躍力：523m
- 行動速度：100m需時2秒

道具
讀卡機型變身驅動槍（可簡作“讀卡機槍”或“讀卡槍”），從海東手上奪得。

## S.I.C. 英雄傳說
「幪面超人帝騎-強者之世界」是原作一年後的故事，講述「世界之破壞者」幪面超人帝騎(門矢士)到達了原作幪面超人強者的世界，被該世界的幪面超人強者城茂誤會平行世界的存在會有壞影響，後來門矢士向城茂解釋與邪惡軍團鋼鉄参謀及岩石大首領戰鬥，2010年6月至2011年5月於Hobby Japan連載。
- 登場角色

| 幪面超人                    | 變身者   | 簡介 |
| 幪面超人甲鬥王 Masked Form  | 門矢士   | 在平行的甲鬥王世界取得的卡片，可使用弟切總司的能力。 |
| 電波人間Tackle 全身裝着形態 | 岬百合子 | 與幪面超人強者一起戰鬥的女戰士，本身的形態沒有覆蓋口部，經改造成全身裝着形態，最後進入岩石大首領(被邪惡入侵的城茂)身體停止其運作而生死不明，最後百合子獲得「幪面超人Tackle」的稱號。 |

章節
1. デルザー軍団！鋼鉄参謀現る!!
2. カブト虫ライダー登場!!
3. 出現!ライダーディエンド登場!!
4. ドクターケイトの最後
5. カブト大戦
6. 混沌する世界!
7. 仮面ライダー対岩石大首領!
8. 出現!仮面ライダークウガ!!
9. ストロンガー大改造!!
10. ライダー捕らわる!デルザー万歳!!
11. タックル、最後の抱擁
12. さよなら!栄光の仮面ライダー!!

Live Stage-Show裏亦引入一位原創的幪面超人，就是以海參為原型的幪面超人Zuccocade，他企圖搶奪幪面超人Decade的征服AR 世界皇者的地位。與Decade及Diend一樣，都是以卡片變身，能召喚凡佳亞及武器Super Sword，亦能使用分身卡片。
這幪面超人並不列入正傳的系列。

## 播放列表
以下時間以當地時間（日本時間）為準
| 播放日期  | 話數 | 日本原文標題 | 中文標題            | 所屬世界         | 登場敵方角色／怪人（CV）                                                                          | 關東收視率 | 編劇       | 導演       |
| --------- | ---- | ------------ | ------------------- | ---------------- | ------------------------------------------------------------------------------------------------- | ---------- | ---------- | ---------- |
| 2009/1/25 | 1    |              |                     | Natsumi          |                                                                                                   | 6.3%       | 會川昇     | 田崎龍太   |
| 2009/2/1  | 2    |              |                     | Kuuga            | - 恩·伽米奧·杰達（CV：立木文彦）                                                                  | 8.3%       | 會川昇     | 田崎龍太   |
| 2009/2/8  | 3    |              |                     | Kuuga            | - 恩·伽米奧·杰達（CV：立木文彦）                                                                  | 7.9%       | 會川昇     | 田崎龍太   |
| 2009/2/15 | 4    |              |                     | Kiva             | - 甲蟲牙血鬼／假面騎士kiva德迦巴基型態（CV：池内萬作）                                            | 7.8%       | 會川昇     | 金田治     |
| 2009/2/22 | 5    |              |                     | Kiva             | - 甲蟲牙血鬼／假面騎士kiva德迦巴基型態（CV：池内萬作）                                            | 8.5%       | 會川昇     | 金田治     |
| 2009/3/1  | 6    |              |                     | Ryuki            |                                                                                                   | 8.5%       | 會川昇     | 長石多可男 |
| 2009/3/8  | 7    |              |                     | Ryuki            | - 深淵大白鯊契約獸                                                                                | 7.3%       | 會川昇     | 長石多可男 |
| 2009/3/15 | 8    |              |                     | Blade            | - 幽靈螳螂不死者／鎌田／假面騎士Abyss（CV：入江雅人）                                             | 8.4%       | 米村正二   | 石田秀範   |
| 2009/3/22 | 9    |              | Blad・Blad          | Blade            | - 幽靈螳螂不死者／鎌田／假面騎士Abyss（CV：入江雅人）                                             | 7.9%       | 米村正二   | 石田秀範   |
| 2009/3/29 | 10   |              | Faiz學園的怪盜      | Faiz             | - 老虎操冥使徒／百瀬（CV：三浦涼介）                                                              | 8.4%       | 會川昇     | 柴崎貴行   |
| 2009/4/5  | 11   |              |                     | Faiz             | - 老虎操冥使徒／百瀬（CV：三浦涼介）                                                              | 7.9%       | 會川昇     | 柴崎貴行   |
| 2009/4/12 | 12   |              |                     | Agito            | - 水牛尊者金牛座·弩砲（CV：鳥海浩輔）                                                             | 9.3%       | 會川昇     | 長石多可男 |
| 2009/4/19 | 13   |              | 覺醒 靈魂的龍捲風   | Agito            | - 水牛尊者金牛座·弩砲（CV：鳥海浩輔）                                                             | 8.9%       | 會川昇     | 長石多可男 |
| 2009/4/26 | 14   |              |                     | DEN-O            | - 短吻鱷異魔人（CV：三宅健太）                                                                    | 8.3%       | 小林靖子   | 石田秀範   |
| 2009/5/3  | 15   |              | 超·桃太洛斯，來也！ | DEN-O            | - 短吻鱷異魔人（CV：三宅健太）                                                                    | 8.6%       | 小林靖子   | 石田秀範   |
| 2009/5/10 | 16   |              |                     | Kabuto           |                                                                                                   | 8.8%       | 古怒田健志 | 田村直己   |
| 2009/5/17 | 17   |              |                     | Kabuto           | - 根瘤蚜異蟲／假面騎士TheBee（CV：望月健一）                                                      | 8.6%       | 古怒田健志 | 田村直己   |
| 2009/5/24 | 18   |              | 偷懶的Hibiki        | Hibiki           | - 牛鬼／假面騎士Hibiki（CV：酒井敬幸） - 魔化魍變異體（19話）                                     | 7.9%       | 米村正二   | 柴崎貴行   |
| 2009/5/31 | 19   |              |                     | Hibiki           | - 牛鬼／假面騎士Hibiki（CV：酒井敬幸） - 魔化魍變異體（19話）                                     | 7.8%       | 米村正二   | 柴崎貴行   |
| 2009/6/7  | 20   |              |                     | Nega             |                                                                                                   | 7.9%       | 井上敏樹   | 田崎龍太   |
| 2009/6/14 | 21   |              |                     | Nega             | 8.4%                                                                                              |            | 井上敏樹   | 田崎龍太   |
| 2009/6/28 | 22   |              |                     | Diend            | - 高卡薩斯南洋大兜蟲頭目                                                                          | 9.2%       | 井上敏樹   | 石田秀範   |
| 2009/7/5  | 23   |              |                     | Diend            |                                                                                                   | 7.4%       | 井上敏樹   | 石田秀範   |
| 2009/7/12 | 24   |              |                     | Shinkenger       | - 千眼海參外道眾·Diend變身態（CV：大友龍三郎）                                                    | 6.4%       | 小林靖子   | 柴崎貴行   |
| 2009/7/19 | 25   |              |                     | Shinkenger       | - 千眼海參外道眾·Diend變身態（CV：大友龍三郎）                                                    | 7.9%       | 小林靖子   | 柴崎貴行   |
| 2009/7/26 | 26   |              |                     | Black RX & Black | - 怪魔機器人·伽瓦里安（CV：稻田徹）                                                               | 7.6%       | 米村正二   | 金田治     |
| 2009/8/2  | 27   |              | Black×Black RX      | Black RX & Black | - 怪魔機器人·伽瓦里安（CV：稻田徹）                                                               | 7.2%       | 米村正二   | 金田治     |
| 2009/8/9  | 28   |              |                     | Amazon           | - 十面鬼 幽姆·奇米路（CV：石川英郎）                                                              | 8.4%       | 米村正二   | 長石多可男 |
| 2009/8/16 | 29   |              |                     | Amazon           | - 十面鬼 幽姆·奇米路（CV：石川英郎）                                                              | 6.7%       | 米村正二   | 長石多可男 |
| 2009/8/23 | 30   |              |                     | Rider War        | - 超級阿波羅蓋斯特（CV：川原和久） - 刺棘之牙血鬼（CV：芳賀優里亞）（30話） - 再生怪人6體（31話） | 7.3%       | 米村正二   | 石田秀範   |
| 2009/8/30 | 31   |              | 世界的破壞者        | Rider War        | - 超級阿波羅蓋斯特（CV：川原和久） - 刺棘之牙血鬼（CV：芳賀優里亞）（30話） - 再生怪人6體（31話） | 6.8%       | 米村正二   | 石田秀範   |

## 音樂

### 主題曲
- （十年旅程）[34][35][36]

作曲：Ryo
填詞：藤林聖子
編曲：中川幸太郎、Ryo
歌：Gackt

### 插曲
- 『Ride the Wind』（第10話-）

作曲：鳴瀬シュウヘイ
填詞：藤林聖子
編曲：鳴瀬シュウヘイ
歌：門矢 士（井上正大）
- 『Treasure sniper』（第23話-）

作曲：Ryo
填詞：藤林聖子
編曲：Ryo
歌：海東大樹（戶谷公人）

### 香港版主題曲
- 『On the Road』

作曲：Ryo
填詞：鄭櫻綸
編曲：葉肇中
歌：陳國峰

## 其他相關媒體

### 劇場版
- 《劇場版 超•假面騎士電王 & Decade 新世代 鬼島的戰艦》（2009年5月1日上映）
- 《劇場版 假面騎士Decade 全騎士 VS 大修卡》（2009年8月8日上映）
- 《假面騎士×假面騎士 W & Decade MOVIE大戰2010》（2009年12月12日上映）
- 《假面騎士x假面騎士x假面騎士 THE MOVIE 超·電王三部曲》《Episode Yellow - Diend》（2010年6月19日上映）
- 《假面騎士x超級戰隊 超級英雄大戰》（2012年4月21日上映）
- 《平成騎士對昭和騎士 假面騎士大戰 feat.超級戰隊》（2014年3月29日上映）
- 《假面騎士平成Generations Forever》（2018年12月22日上映）
- 《假面騎士GOTCHARD The Future Daybreak》(2024年7月26日上映）

### 電視影集
- 《假面騎士Wizard》

第53話，假面騎士Decade/門矢 士登場。
- 《假面騎士ZI-O》

第13-16話、第27-28話、第37-38話、第41-45話、第47-49話，假面騎士NeoDecade/門矢 士登場。
第28-30話、第42-43話、第47-49話，假面騎士NeoDiend/海東 大樹登場。

### 外傳
- 《RIDER TIME 假面騎士ZI-O VS Decade / 7人的ZI-O！》


假面騎士NeoDecade/門矢士登場。
- 《RIDER TIME 假面騎士Decade VS ZI-O / Decade館的死亡遊戲》


假面騎士NeoDecade/門矢士、假面騎士Kugga/小野寺雄介、鳴嚨登場。
OV作品
《假面騎士ZI-O NEXT TIME》
- 《假面騎士ZI-O NEXT TIME Geiz Majesty》

（原題：仮面ライダージオウ NEXT TIME ゲイツ、マジェスティ）
預定2020年2月28日以Blu-ray及DVD發行。
假面騎士NeoDiend/海東大樹登場。
本作為《假面騎士ZI-O》的騎士外傳作品，海東大樹於本作登場。

### 小說
『小説 幪面超人DECADE 門矢士的世界～透鏡中的箱庭～』
- 作者 - 鐘弘亞樹、監修 - 井上敏樹
- 日本2013年4月11日發售，香港中文版由拓植社推出，2018年5月25日發售。

簡介：
和TV本篇不同的故事，號稱為「路過的幪面超人」DECADE的門矢士遊走於九大異世界，聯同幪面超人電王、
幪面超人古迦及幪面超人甲鬥王合力對抗強大的敵對勢力……